# رینالد بلار
رینالد بلار (انگلیسی: Reginald Blore؛ زادهٔ ۱۸ مارس ۱۹۴۲) بازیکن فوتبال، و سرمربی (فوتبال) است.
از باشگاه‌هایی که در آن بازی کرده‌است می‌توان به باشگاه فوتبال بلکبرن روورز، باشگاه فوتبال اولدهام اتلتیک، و باشگاه فوتبال لیورپول اشاره کرد.